# Would I Lie to You? (Eurythmics)
Would I Lie to You? è un singolo del gruppo musicale britannico Eurythmics, estratto come primo singolo dall'album di inediti Be Yourself Tonight del 1985.

## Descrizione
Distribuito in Gran Bretagna e negli Stati Uniti dal quinto album del duo Be Yourself Tonight, la canzone è stata la prima a caratterizzare il loro cambiamento di direzione musicale, dal synthpop al rock e R & B. La canzone e il suo album di accompagnamento, sono caratterizzati da una band di supporto completa e meno affidamento sulla programmazione elettronica.
Liricamente, la canzone presenta Lennox affrontare un amante, mentre lei lo lascia per sempre. Come lei dichiara che "uscirà dalla porta" e lui dubita di lei, e la risposta di Lennox è "Dovrei mentirti caro? Ora dovrei dire qualcosa che non era vero?".
"Would I Lie to You?" è uno dei brani più noti degli Eurythmics. Nel Regno Unito, la canzone ha raggiunto la posizione numero 17, mentre è andata al numero cinque della Billboard Hot 100, diventando la loro terza Top 10 hit negli Stati Uniti, inoltre, è la più famosa hit del duo in Australia, dove è rimasta in vetta per due settimane. 
Il brano fu utilizzato nel trailer di Bugiardo Bugiardo. Questa canzone è anche il film del 2009 The Informant! con Matt Damon.

## Il video
Il video musicale è stato mandato in onda molte volte su MTV, la clip inizia con un confronto arrabbiato tra Lennox e il suo fidanzato (durante il quale lui la chiama "cagna"), appena prima di una performance degli Eurythmics.
Dopo un po' di incoraggiamento amichevole nel backstage dal compagno di band Stewart, la band al completo esegue la canzone, poi alla fine il fidanzato ritorna alla sede, sale sul palco, e viene spinto fuori dal pubblico. Steven Bauer ha interpretato la parte del fidanzato.
La foto di copertina di Be Yourself Tonight è uno screenshot del video musicale del singolo durante la scena del litigio.

## Classifiche
| Classifica (1985) | Posizione più alta |
| ----------------- | ------------------ |
| Regno Unito       | 17                 |
| Billboard Hot 100 | 5                  |
| Germania          | 34                 |
| Australia         | 1                  |
| Svizzera          | 21                 |
| Italia            | 24                 |
| Polonia           | 6                  |
| Belgio            | 10                 |
| Canada            | 2                  |
| Francia           | 41                 |
| Nuova Zelanda     | 5                  |